# Kievermont
Kievermont is een gehucht in de Belgische stad Geel. Kievermont ligt ten oosten van Geel-Centrum. Het is gelegen tussen de Molse Nete en de spoorlijn Mol-Geel.
De naam van het gehucht is oud en is een verbastering van Chevremont (bij Kerkrade). De Abdij van Chèvremont zou bezittingen hebben gehad in dit gebied, en deze zouden reeds door Pepijn van Herstal zijn geschonken. Deze abdij werd in 972 verwoest. De bezittingen kwamen aan het kapittel van Aken (Marienstift) en werden in de 13e eeuw aan de heren van Geel verkocht.
Ten noorden van Kievermont ligt een gelijknamig militair domein. De bedoeling is dat dit wordt opgeheven. Een deel ervan, bestaande uit schrale heide, wordt wellicht natuurgebied. Ten westen van het domein ligt het gebied Hadschot, eertijds een landbouwkolonie met 25 modelboerderijen.
In Kievermont bevindt zich de Kapel van Kievermont of Kapel van Roten, gewijd aan Onze-Lieve-Vrouw van Zeven Weeën. Deze zou in de 18e eeuw zijn opgericht uit dankbaarheid door de familie Van Roten. In 1968 werd ze gerestaureerd met materiaal dat afkomstig was van de Onze-Lieve-Vrouwekapel van Liessel, die was onteigend vanwege de aanleg van autowegen en bedrijventerreinen.
Op de Molse Nete bevindt zich de Kievermontmolen, een watermolen waarvan het waterrad is verdwenen.

## Nabijgelegen kernen

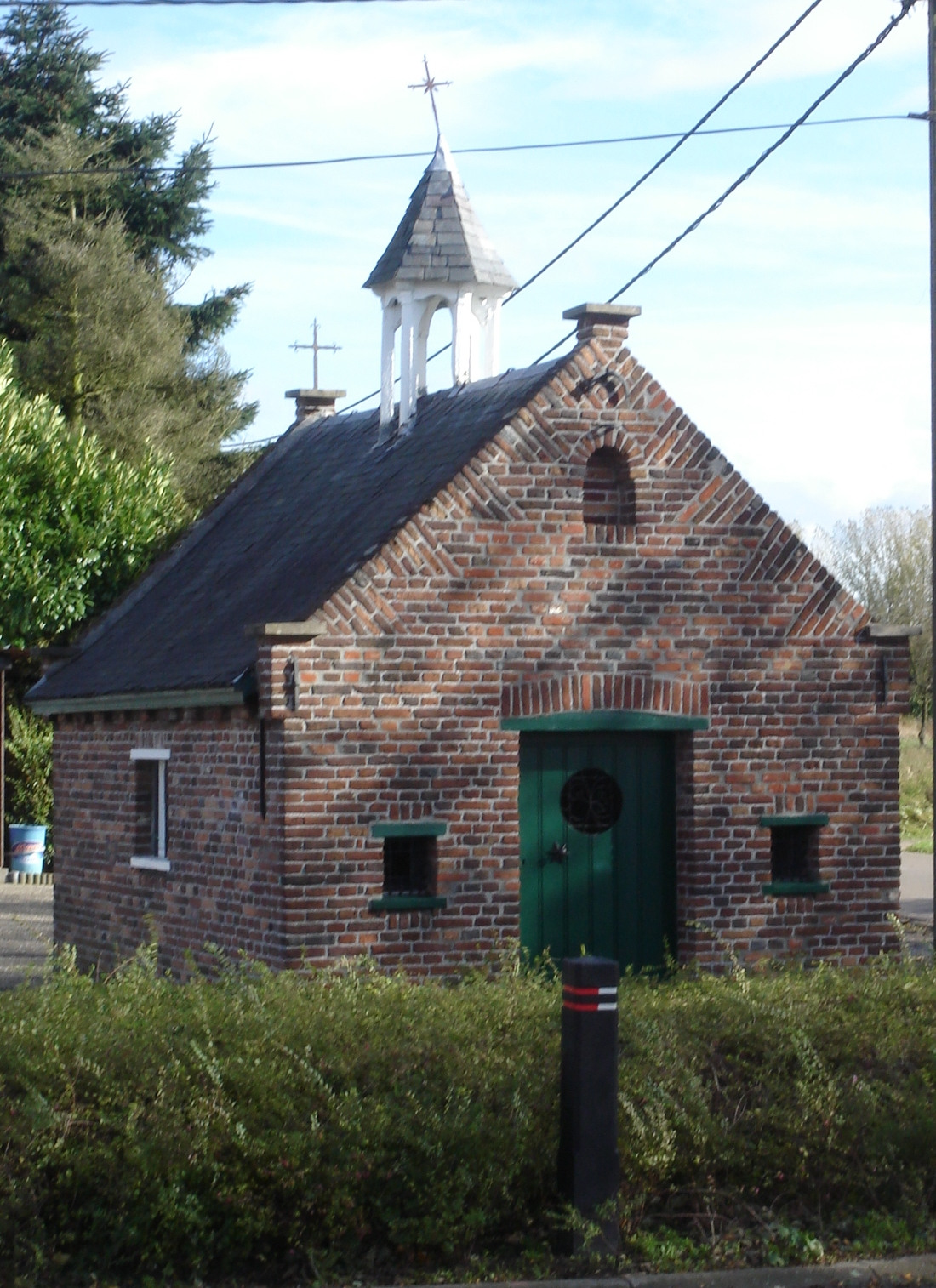
Kapel van Kievermont

Geel-Centrum, Bel, Meerhout, Retie